# サン・セバスティアン音楽週間

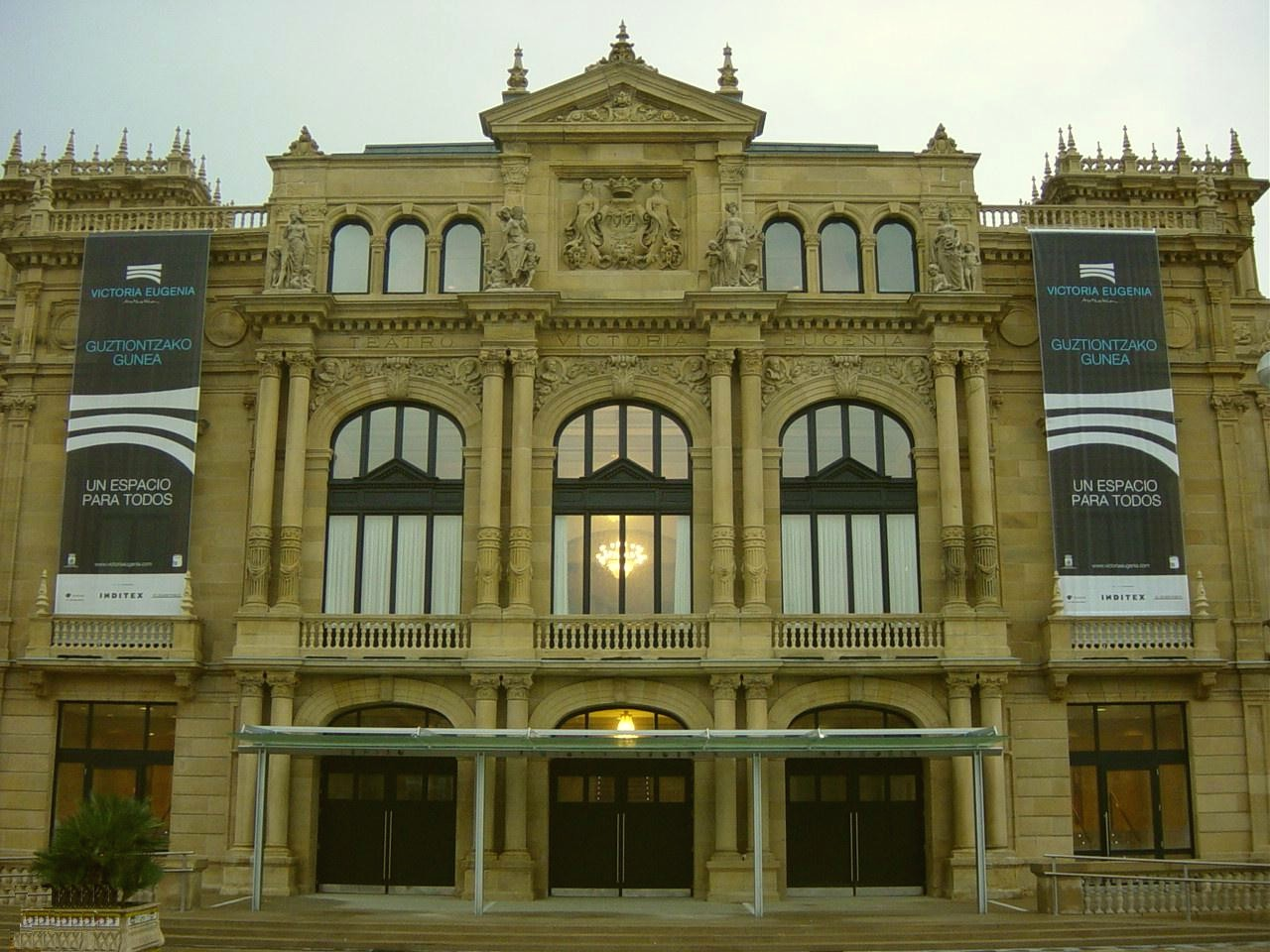
ビクトリア・エウヘニア劇場

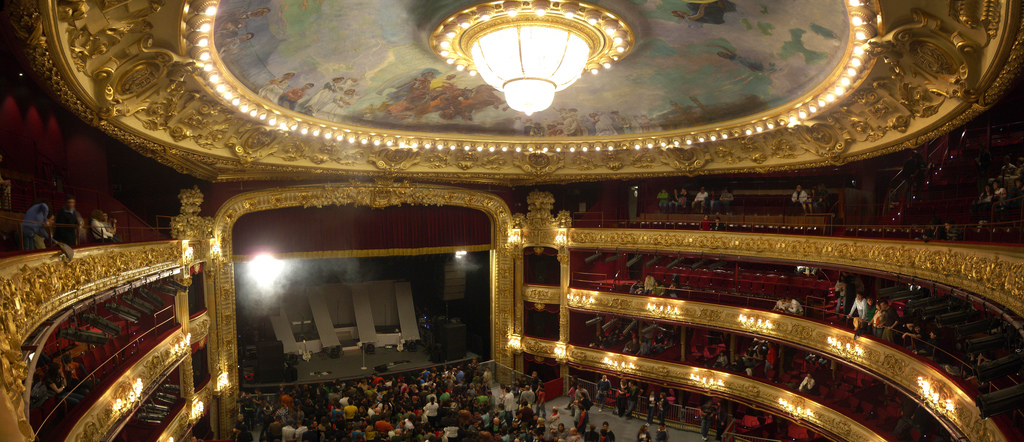
ビクトリア・エウヘニア劇場の内部

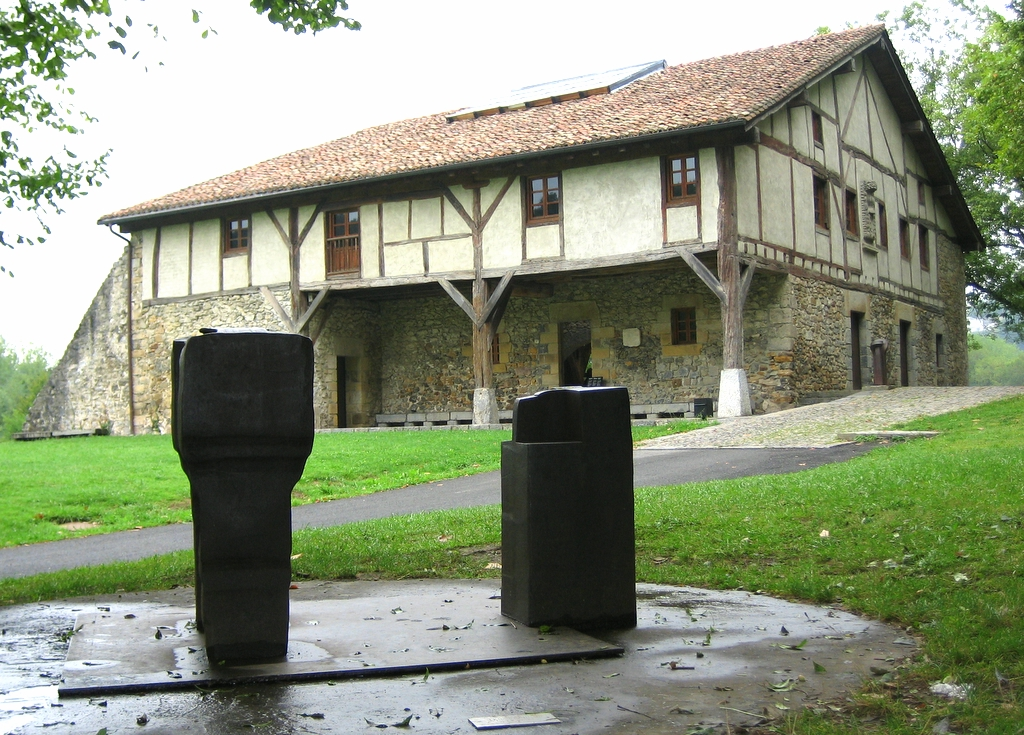
チリーダ・レク美術館

サン・セバスティアン音楽週間（スペイン語: Quincena Musical de San Sebastián、バスク語: Donostiako Musika Hamabostaldia）は、スペイン・バスク州ギプスコア県サン・セバスティアンで毎年8月に開催されるクラシック音楽の音楽祭。

## 歴史
1939年、地元のホテル経営者や商人たちによって創設された。当初はもっぱらオペラが中心であったが、1960年代末より動員数が落ち始め、オペラのコンサート版しか演奏されなくなった。そのため1980年代からリニューアルが図られ、オペラ上演が復活した。さらにバレエ、オーケストラ、室内楽、合唱、古楽、現代音楽、オルガン、子どものためのコンサート、若手演奏家の演奏会などと次々と規模が拡大していった。こうして当初は8月の2週間のみだった音楽祭は丸一か月行われるようになった。
会場は1940年からビクトリア・エウヘニア劇場が使用されており、改装のため1999年に閉鎖されたが、2007年に再開した。工事の間、文化会館が使用され、劇場の再開後も使用されている。他にサン・セバスティアン大聖堂、ミラマール宮殿、サンタ・テレサ修道院、チリーダ・レク美術館などが会場となる。

## 出演者・団体

### オーケストラ
- ベルリン・フィルハーモニー管弦楽団
- ロンドン交響楽団
- クリーヴランド管弦楽団
- ミラノ・スカラ座フィルハーモニー管弦楽団
- サンクトペテルブルク・フィルハーモニー交響楽団
- バイエルン放送交響楽団
- チェコ・フィルハーモニー管弦楽団
- フランス国立管弦楽団
- スペイン国立管弦楽団

### バレエ団
- ニューヨーク・シティ・バレエ団
- 東京バレエ団

### 指揮者
- アタウルフォ・アルヘンタ
- コリン・デイヴィス
- シャルル・ミュンシュ
- ヴァーツラフ・ノイマン
- ラファエル・フリューベック・デ・ブルゴス
- リッカルド・ムーティ
- ズービン・メータ
- ロリン・マゼール

### 歌手
- プラシド・ドミンゴ
- アルフレード・クラウス
- ルチアーノ・パヴァロッティ
- ベニャミーノ・ジーリ
- ジェシー・ノーマン
- モンセラート・カバリェ
- テレサ・ベルガンサ
- ミレッラ・フレーニ

### 演奏家
- ニカノール・サバレタ
- アルトゥール・ルービンシュタイン
- ヘンリク・シェリング
- アリシア・デ・ラローチャ
- マリア・ジョアン・ピレシュ
- ムスティスラフ・ロストロポーヴィチ
- クリスティアン・ツァハリアス